# Partia Aleanca Demokratike
Partia Aleanca Demokratike (PAD) (Demokratisk Alliance Parti) er et liberalt midterparti i Albanien. Partiet blev dannet i 1992 som udbryderparti fra Partia Demokratike e Shqipërisë (Albaniens Demokratiske Parti). De var modstandere af præsident Sali Berishas autokratiske styre. Ved sidste parlamentsvalg i 2005 fik partiet 3 sæder i parlamentet.
PAD er medlem af ELDR.
| Politisk parti | Spire Denne artikel om et politisk parti eller gruppe er en spire som bør udbygges. Du er velkommen til at hjælpe Wikipedia ved at udvide den. |